# J.E. Gjellebøl
Jacob Elisius Gjellebøl (født 19. oktober 1815 i Vust Sogn, død 19. februar 1890) var en dansk sognepræst. 
J.E. Gjellebøl fungerede som præst i Præstø (1859-72) og skrev bogen "Spildte Guds Ord paa Balle-Lars" (1861) om sine forgæves forsøg på at få den dødsdømte morder Balle-Lars til at bekende sine synder. Fra 1872 til 1885 fungerede Gjellebøl som sognepræst for Ulbølle og Vester Skerninge sogne.